# Ragnar Svensson
Ragnar Svensson   (Torslanda, 31 de desembre de 1882 - Öckerö Municipality, 5 de juny de 1959) va ser un arquitecte i regatista suec que va competir a començaments del segle xx.
El 1920 va prendre part en els Jocs Olímpics d'Anvers, on va guanyar la medalla de plata en la categoria de 40 m² del programa de vela. Svensson navegà a bord del Elsie junt a Gustaf Svensson, Percy Almstedt i Erik Mellbin.
Svensson va estudiar va estudiar a la Universitat Tecnològica de Chalmers de Göteborg (1899-1904) i a la Reial Acadèmia Sueca de Belles Arts (1904-1907). Exercí de professor de dibuix a l'Escola de Disseny i Artesania de Göteborg. A partir de 1922 es va exercir d'arquitecte a Göteborg. Va dissenyar diversos edificis públics, principalment escoles i, com a membre del grup arquitectònic ARES, el Museu d'Art i la Galeria Götaplatsen.